# Liste der Bodendenkmale in Großhartmannsdorf
In der Liste der Bodendenkmale in Großhartmannsdorf sind die Bodendenkmale der Gemeinde Großhartmannsdorf und ihrer Ortsteile nach dem Stand der Auflistung von Volkmar Geupel aus dem Jahr 1983 aufgelistet. Eventuelle Änderungen und Ergänzungen, insbesondere aus der Zeit nach der Wende, sind nicht berücksichtigt, da für Sachsen aktuell keine neueren allgemein zugänglichen Bodendenkmallisten vorliegen. Die Baudenkmale sind in der Liste der Kulturdenkmale in Großhartmannsdorf aufgeführt.
| Denkmal-ID | Fundart          | Ortsteil          | Bezeichnung | Zeitstellung | Lage                                                                   | Bemerkungen                                                                                       | Bild |
| ---------- | ---------------- | ----------------- | ----------- | ------------ | ---------------------------------------------------------------------- | ------------------------------------------------------------------------------------------------- | ---- |
| ?          | besonderer Stein | Großhartmannsdorf | Steinkreuz  | Neuzeit      | Ortsmitte, in die nordöstliche Außenmauer des Pfarrgartens eingemauert | Dolch, Buchstaben Ch. M. und Datum 2. Juli 1582 eingeritzt eingeritzt, Schutz seit 17. April 1963 |      |